# Linked Ring
Die Brotherhood of the Linked Ring, kurz Linked Ring, war eine Vereinigung von Fotografen, die sich der Entwicklung der Fotografie zum künstlerischen Ausdrucksmittel verpflichtet fühlte.

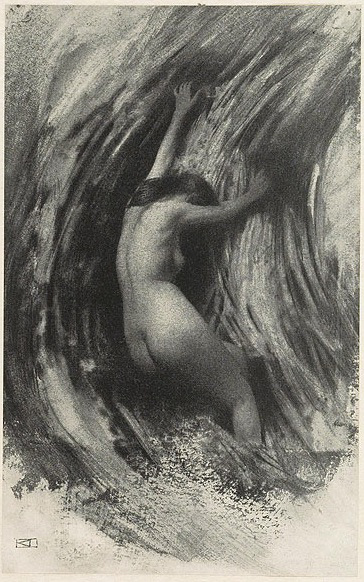
Robert Demachy: Struggle, Gummidruck (1904)

Sie bestand vom 9. Mai 1892 bis November 1909. Als Abspaltung der Royal Photographic Society, in der man die eigenen künstlerischen Interessen nicht genügend unterstützt fand, wurde der Linked Ring gegründet von Alfred Horsley Hinton, Henry Peach Robinson, Alfred Maskell, George Davison, Henry Hay Cameron und Lyonel Clark. Der Kreis der Mitglieder erweiterte sich bald über das Vereinigte Königreich hinaus um beispielsweise René Le Bègue, Robert Demachy, Hector Colard, Alfred Stieglitz, Fred Holland Day und Hugo Henneberg. Im Laufe der Zeit wurden auch Mitglieder aufgenommen, welche Fotografie als Broterwerb betrieben, etwa Gertrude Käsebier. Die Werke ihrer Mitglieder variieren stilistisch stark, doch ist der Piktorialismus am stärksten vertreten.
Zur Aufnahme in die Vereinigung war ein einstimmiger Beschluss aller Mitglieder erforderlich. Hauptaktivitäten waren eine monatliche Versammlung, bei der ästhetische Fragen diskutiert wurden, und eine jährliche Ausstellung (Photographic Salon). In der Brotherhood war es üblich, sich mit Pseudonymen anzusprechen, so war Joseph Keiley, Anwalt von Beruf, „The Attorney“. Als das Hauptziel der Vereinigung, die Förderung der Kunstfotografie, erreicht war, löste sie sich schließlich, mutmaßlich veranlasst durch Differenzen über Auswahlkriterien, 1909 auf.